# Mainasahasrabahu
Mainasahasrabahu (en népalais : मैना सहश्रबाहु) est un comité de développement villageois du Népal situé dans le district de Saptari. Au recensement de 2011, il comptait 4 047 habitants.